# Jerusalem (Album)
Jerusalem, später auch unter dem Titel Dopesmoker (englisch Drogenraucher, hier im Sinne von Kiffer) veröffentlicht, ist das dritte Album der amerikanischen Stoner-Doom-Band Sleep. Die Entstehungs- und Veröffentlichungsgeschichte des Albums ist von diversen Widrigkeiten und einigen Legenden geprägt. Die sich über Jahre streckende Entstehung von Jerusalem mündete in die Auflösung der Band.
Sowohl die Aufnahme als auch die Veröffentlichung des Albums wurden durch die Kooperationspartner der Band immer wieder verzögert. Aufgrund der widerstrebenden Haltung des Vertragspartners London Records erschien Jerusalem erst am 26. Januar 1999, Jahre nach der Auflösung der Gruppe, über die Label Rise Above Records, The Music Cartel und Victor. Dabei wurde Jerusalem nicht in der von Sleep priorisierten Form verlegt. Dieser kam eine Veröffentlichung des Albums am 22. April 2003 unter dem Titel Dopesmoker über Tee Pee Records näher. Als finale Entsprechung und Verbesserung der eigentlichen Idee erschien das Album am 7. Mai 2012 über Southern Lord. Von dieser Variante ausgehend, wurde eine weitere, erweiterte Variante am 22. August 2022 über Third Man Records herausgegeben.
Konzeptionell befasst sich das Album mit dem Konsum von Cannabis als spirituelle Erfahrung. Im Text agiert die Band mit Verweisen auf das Alte Testament und die christliche Heilslehre, während die Musik abwechselnd die Stimmung der Konsumerfahrung aufgreift sowie eine Wüstenatmosphäre erzeugt. Aus dieser Kombination heraus wird das Album häufig mit Frank Herberts Dune assoziiert.
Die reduzierende, unter dem Einfluss des psychedelischen und repetitiven Space Rock entstandene Weiterentwicklung des Doom Metal ist meditativ, dröhnend, langsam und schwer. Daher wird Jerusalem neben der prägenden Bedeutung für den Stoner Doom den populären Veröffentlichungen des Drone Doom zugerechnet, einem auf Bordun, langsame Rhythmen und Akkordfolgen sowie stark verzerrte E-Gitarren konzentrierten Doom-Metal-Substil. Als solches etablierte das Album Kultstatus über das musikalische Spektrum des Doom Metal hinaus.

## Bedeutung und Rezeption

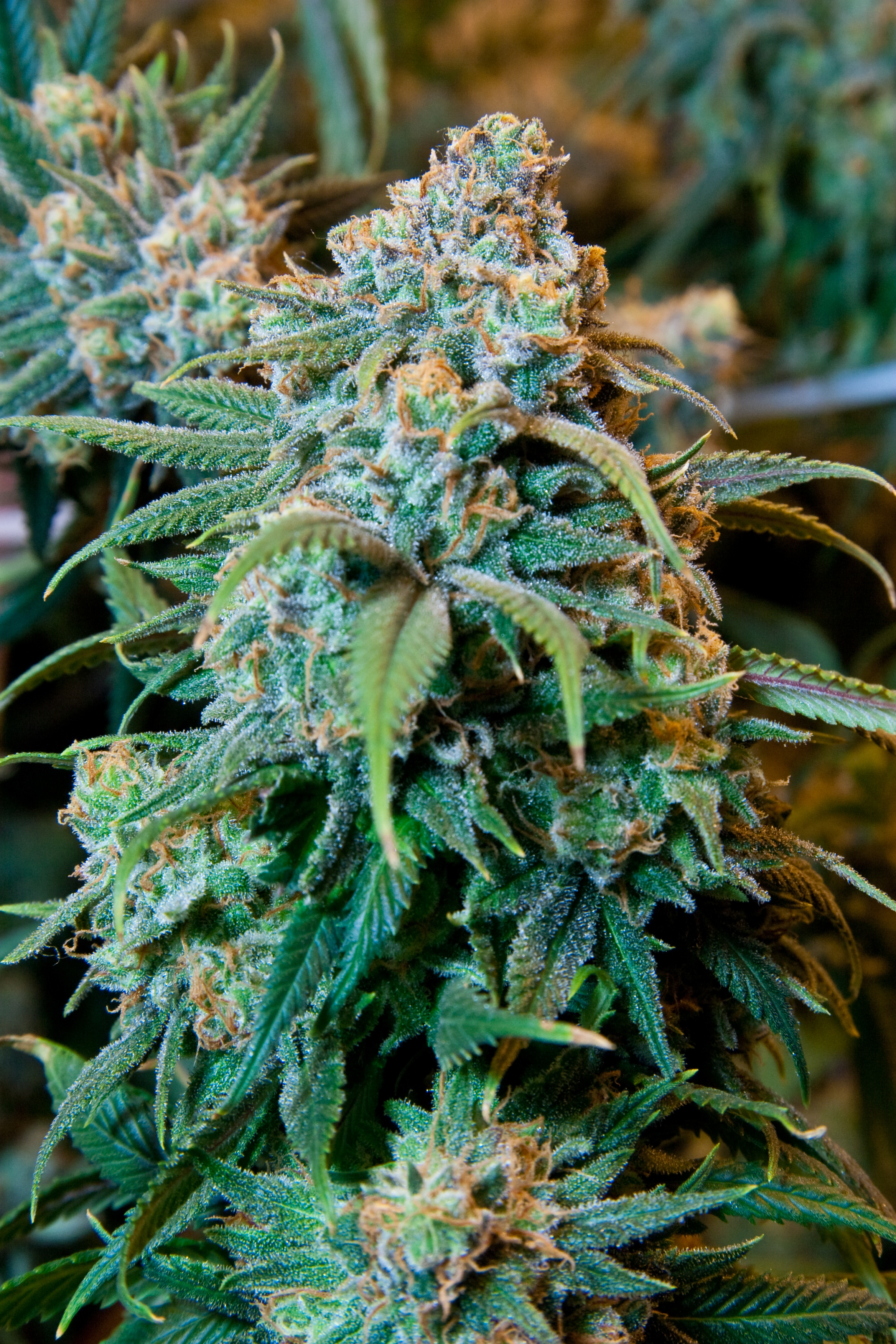
Blühende weibliche Hanfpflanze

Trotz des „karrieristischen Selbstmords“ eines einstündigen, minimalistischen Ein-Stück-Albums ist Jerusalem eine der populärsten und einflussreichsten Veröffentlichungen des Stoner Doom. Es wurde mehrfach erweitert und wiederveröffentlicht, zunehmend kanonisiert und nahm Einzug in diverse Metal- und besonders Doom-Metal-Genre-Retrospektiven und -Bestenlisten. Mitunter wird es als das Referenzwerk des Stoner Doom geführt.
In der von Will Stockton und D. Gilson herausgegebenen Anthologie The 33 1/3 B-Sides: New Essays by 33 1/3 Authors on Beloved and Underrated Albums widmet der Autor Eric Davis dem Album einen Essay und lobte es als eine ultimative Veröffentlichung des Doom Metal. Ian Christe führt das Album in der Metal-Chronik Sound of the Beast – The Complete Headbanging History of Heavy Metal als eines von vierzehn bedeutenden Alben des gesamten Doom-Metal-Spektrums. Die Sachbuchautoren Garry Sharpe-Young, J. J. Anselmi und Aleksey Evdokimov gehen in ihren Schriften jeweils auf die Historie der Veröffentlichung und die Bedeutung des Albums ein. In Doomed to Fail lobt Anselmi Jerusalem als ein „Grenzen sprengendes Album“, Sharpe-Young beschreibt es im A-Z of Doom, Goth & Stoner Metal als einen „Mammut“ und „Leviathan“, der über die Historie zur Legende im Genre wuchs, und Evdokimov betont in seinem Doom Metal Lexicanum, dass das Album in seinem radikalen Minimalismus eines der „einflussreichsten Alben der Stoner-Doom-Szene“ ist und gerade deshalb auch eines der „widersprüchlichsten“ des sonst selten Mainstream-kompatiblen Doom Metal.
Im Jahr 2006 ließ das Decibel-Magazin den Musikjournalisten J. Bennett ein ausführliches retrospektives Interview mit der Gruppe führen und nahm dieses Interview in das 2009 erschienene Buch Precious Metal auf. Bennett bezeichnet das Album als das Meisterwerk der Band sowie eines des Extreme Metal insgesamt. Das gleiche Magazin nahm das Album im Jahr 2014 in die Liste The top 100 Doom Metal albums of all Time auf dem 17. Platz auf. Ebenfalls im Jahr 2014 wurde das Album als Meilenstein des Stoner Doom und Drone Doom auf dem 47. Platz der Liste Die 50 besten Doom-Alben aller Zeiten des Deaf Forever geführt. Zwei Jahre später widmete David Rees dem Album einen ausführlichen Essay im The New York Times Magazine und schloss mit der These, dass das Album „das Ausleben adoleszenter Impulse“ als Impetus des Metal mit den „Gewohnheiten des Kiffers [kombiniere], tiefe Wahrheiten in allem, was zur Hand ist, aufzudecken“. Als „Magnum Dopus [sic!]“ der Band wirke es damit „tatsächlich tiefgründig“ und von sakraler Kraft.

## Entstehungsgeschichte
Entgegen der kanonischen Einordnung des Albums als eines der bedeutendsten des gesamten Doom Metal und Stoner Doom, erscheine, so Rees, die Entstehungsgeschichte wie ein „Glühbirnenwitz“ über das Unvermögen von Kiffern, ein Projekt erfolgreich abzuschließen, das gemeinsam von Nancy Reagan, Initiatorin und Schirmherrin der Anti-Drogen-Kampagne „Just Say No“, und der mythologischen Figur des Sisyphos geschrieben sein könnte:

„Drei kalifornische Kiffer beschließen, einen Song darüber zu schreiben, wie sehr sie Marihuana lieben, aber sie sind so High, dass sie dazu ganze vier Jahre benötigen. Als sie den Song endlich ihrem Plattenlabel überreichen, verweigert das Label die Veröffentlichung. Also löst sich die Band auf, ohne dass die Welt je ihren wunderbaren Heavy-Metal-Jam über Gras zu hören bekommt. Nehmt keine Drogen. Ende.“

Sleep bestand über den gesamten Zeitraum der Entstehung des Albums aus dem Bassisten und Sänger Al Cisneros, dem Gitarristen Matt Pike und dem Schlagzeuger Chris Hakius. Die Musiker hatten geplant, mit ihrer Musik ihren Lebensunterhalt zu verdienen, wobei sie ihren Alltag außerhalb des Tourgeschäftes mit Gelegenheitsjobs finanzierten. Pike und Hakius arbeiteten zu dieser Zeit in einer Putzkolonne, Cisneros in einer Buchhandlung.

### Labelvertrag
Mit dem 1992 über Earache Records veröffentlichten zweiten Studioalbum Holy Mountain erzielte Sleep Publikums- und Kritiker-Erfolge. Zugleich erhöhte der keimende Erfolg des Stoner Rock in den 1990er Jahren das Interesse großer Unternehmen an der Band. Zu Digby „Dig“ Pearson, dem Labelinhaber des bisherigen Vertragspartners Earache Records, bestand hinzukommend ein angespanntes Verhältnis. Pearson war vorausgehend als schwieriger Charakter bekannt und die Zusammenarbeit zwischen dem Label und der aufstrebenden Band wurde, unter anderem von Axl Rosenberg und Christopher Krovatin in der Metal-Retrospektive Hellraisers, als besonders schlecht und von mangelnder Kommunikation geprägt beschrieben. Dass mit Elektra Records und London Records zwei große Unternehmen der Gruppe anboten, ihren bisherigen Vertrag aufzukaufen und ein folgendes Album zu finanzieren, erschien den Musikern als attraktive und lukrative Chance.
Sleep entschied sich, das Angebot von London Records anzunehmen. Die Gruppe hoffte auf eine bevorzugte Behandlung, da London Records Mitte der 1990er Jahre nur wenige Metal-Bands unter Vertrag hielt. Das finanzielle Angebot des Labels war hinzukommend besser als jenes von Elektra Records. Ein weiterer Faktor war die kreative Freiheit, die der Band eingeräumt wurde. Der A&R-Manager, der mit der Band für London Records verhandelt hatte, zeigte sich offen dafür, das geplante Album mit nur einem Stück zu veröffentlichen.
Bis zum endgültigen Vertragsabschluss vergingen Jahre, da Pearson die Vertragsauflösung in der Hoffnung, bestmögliche Konditionen zu erhalten, hinauszögerte. Entsprechend blockierte er den Vertrag zwischen Sleep und London Records. Nach anderthalb Jahren Rechtsstreit um die Vertragsauflösung zwischen der Band und Earache Records kam es zum Rechtsstreit um die Verlagsrechte zwischen Earache Records und London Records. Die zunehmende Wartezeit erhöhte den Druck innerhalb der Band, die das Album bereits hätte aufnehmen können. Die Bitte der Bandmitglieder an einen unbenannten Freund, eine eigenständige Aufnahme und Veröffentlichung zu finanzieren, wurde von diesem aus Angst vor einer Klage abgelehnt.

### Songwriting
Über mehrere Jahre hinweg schrieb die Band an dem Album. Die Musiker nahmen mitunter Bezug zu ihren Anfängen als Schüler und beschrieben die Entstehung und das zentrale Stück als Konsequenz und Höhepunkt der gemeinsamen Zeit. Konkret Gestalt nahm das Album dabei nach der Veröffentlichung von Holy Mountain an. Sleep bestritt für die Promotion dieses Albums mehrere Tourneen und Einzelauftritte in den Vereinigten Staaten und Europa. Unter anderem tourte Sleep mit Hawkwind und The Melvins. Während der Soundchecks dieser Auftritte wurden die Ideen für Jerusalem entworfen. Diese Fragmente wurden anschließend in Hotelzimmern, Unterkünften und bei Proben in ihrer Heimat San José weiter ausgearbeitet. Eine erste Rohfassung des Stücks wurde Teil des Repertoires der Auftritte im Jahr 1994. Bereits in dieser Variante wurde deutlich, dass das Album aus nur einem besonders langen Stück bestehen würde.

„Die Intention war, einfach weiterzumachen. Wir hatten eine Menge Riffs, die sich gegenseitig in einer Reihe beantworteten, also sagten wir: ‚Scheiß drauf, wenn es ein langer Song ist, ist es eben ein langer Song.‘“

Das Material wurde von der Band weiter geprobt, verfeinert und arrangiert. Bis zur Aufnahme des Albums arbeitete die Band etwa vier Jahre daran. Im Zuge der Ausarbeitung wurde der Song langsamer und die Band änderte den Titel. Anfänglich und auch bei Auftritten als Dopesmoker benannt und angekündigt, entschied die Band, das Stück aufgrund der Wüstenthematik umzubenennen. Während der Ausarbeitung des Stücks nahm das Interesse an Wüsten-Themen und der Region des mittleren und nahen Osten zu. Die Idee, das Stück Jerusalem zu nennen, entstand als Witz während einer Probe. Die Idee erschien den Musikern amüsant und passend, wodurch das Stück fortan neu benannt war. Erst zu späteren Veröffentlichungen wurde das Album erneut als Dopesmoker betitelt. Cisneros unterschied die Alben grob als zwei Namen des gleichen Stücks. Jerusalem stünde eher für die langsamen und Dopesmoker für die schnelleren Passagen.
Sleep war 1995 bereit für die Aufnahme, jedoch verzögerte sie sich durch den anhaltenden Rechtsstreit zwischen Earache und London um ein weiteres Jahr. Dieser Umstand sowie die unklare Vertragslage wirkte sich negativ auf das Verhältnis der Musiker zueinander und die Stimmung in der Band aus.

„Wenn man unsere gemeinsame Kreativität mit der eines gemeinsamen Kindes vergleicht, ist es so, als ob wir gezwungen wären, das Kind leiden zu sehen. Es hat uns umgebracht. Der Song bettelte darum, Nahrung zu bekommen, und es war schrecklich.“

### Aufnahmeprozess

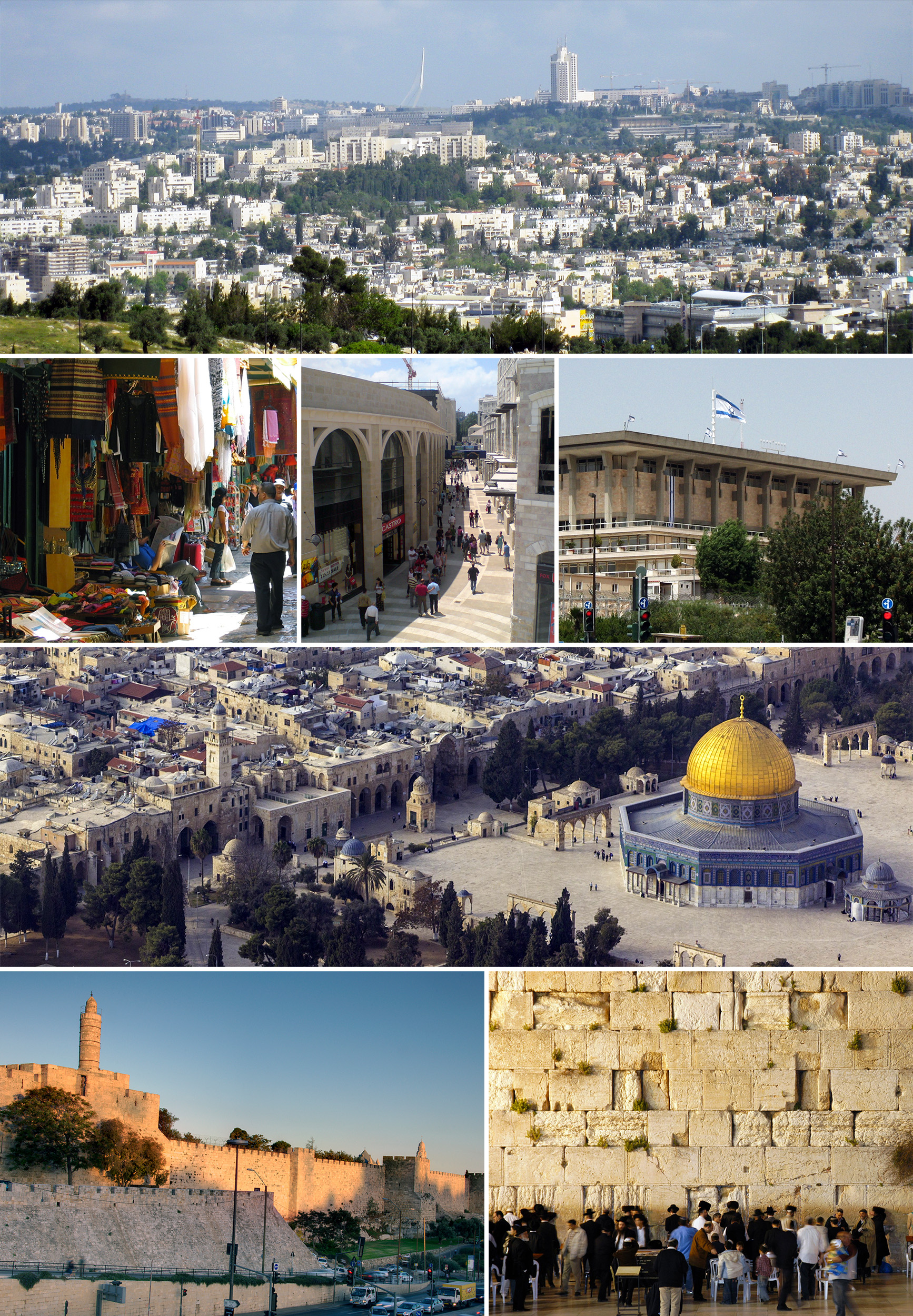
Bilder der Stadt Jerusalem, nach der das Album ursprünglich benannt wurde

Nachdem alle rechtlichen Fragen geklärt waren, fanden die Aufnahmesitzungen im Studio Record Two Mendocino in der Nähe von Comptche in Kalifornien im Jahr 1996 statt. London Records stellte der Band dazu ein Budget von 75.000 $ zur Verfügung. Entgegen der Legende, dass die Gruppe das vollständige Kapital in Cannabis investiert habe, wurden große Teile des Budgets in Gitarren und Gitarrenverstärkern angelegt. Als exklusives Element ließ sich die Band einen Verstärker mit leuchtend grüner Verkleidung von der Firma Matamp in der Reihe „Matamp Green“ bauen. Matamp gestaltete einen Röhrenverstärker, adaptierte in der Reihe seit 1992 das Aussehen der Verstärker des Unternehmens Orange Music Electronic Company, änderte allerdings die Farbe und den Aufdruck von „Orange“ zu „Grün/Green“. Mit all den ihnen zur Verfügung stehenden Instrumenten häuften die Musiker fortwährend immer langsamer eingespielte Tonspuren an, womit ein besonders monumentaler und dröhnender Klang erzeugt wurde.
In zwei Sitzungen von je einem Monat unter der produzierenden Begleitung von Billy Anderson spielte die Band das Album ein. In der ersten Sitzung wurde der Großteil der Musik eingespielt, während in der zweiten Details nachgearbeitet und verfeinert wurden. Weitere Tontechniker und Studios wurden erst nachträglich von London Records in die Albumgestaltung eingebracht. In der Zeit zwischen den Sitzungen probte die Band. Die Musiker bemühten sich zunehmend darum, Geld zu verdienen, um ihren Alltag zu finanzieren. So berichtete Hakius davon, in dieser Zeit als Gebrauchtwagenhändler gebrauchte PKW überteuert an Schüler verkauft zu haben. Das Ritual des täglichen Konsums von Cannabis lenkte die Musiker von Konflikten untereinander und dem Druck des Labels ab, hielt das Bandgefüge aufrecht und nahm eine zentrale Rolle im weiteren Schaffensprozess ein.
Rückblickend gab Hakius an, dass sich die Musiker zum Zeitpunkt der Aufnahme in keiner guten mentalen Verfassung befanden. Die Strapazen der Tournee und der zehrende Prozess, bis die Band das Album einspielen konnte, führte in individuelle sowie soziale Zerrissenheit. Hinzukommend gerieten die Bandmitglieder in Konflikte über die Ausrichtung des Albums. Hakius benannte die Wiederholungen der Aufnahmen mit leichten Variationen eines etwa einstündigen und durchkomponierten Stücks als zunehmendes Problem. Und auch die Nachfragen des Labels erhöhten den Druck auf und die Anspannung in der Band. Die Aufnahme des Albums gestalte sich des Weiteren als technisch schwierig. Neben Schwierigkeiten mit dem Equipment bot die Magnetaufzeichnung ihnen nur die Option, Stücke von 22 Minuten aufzunehmen. Somit waren die Musiker gezwungen, das Stück in drei Abschnitten einzuspielen. Pike nannte es später eine „wirklich coole“ Erfahrung, die allerdings zugleich „eine der schwierigsten Dinge“ seines Lebens als Musiker war. Hakius erinnerte sich hingegen, dass die Freunde sich aufgrund des Drucks und der ständigen Wiederholungen häufig um Nichtigkeiten stritten. Nach einem Monat im Studio kehrten die Musiker nach San José zurück, probten über mehrere Wochen und kamen für einen weiteren Monat erneut ins Studio. Aus den Aufnahmen resultierten somit mehrere Varianten des gleichen Stücks.

### Postproduktion

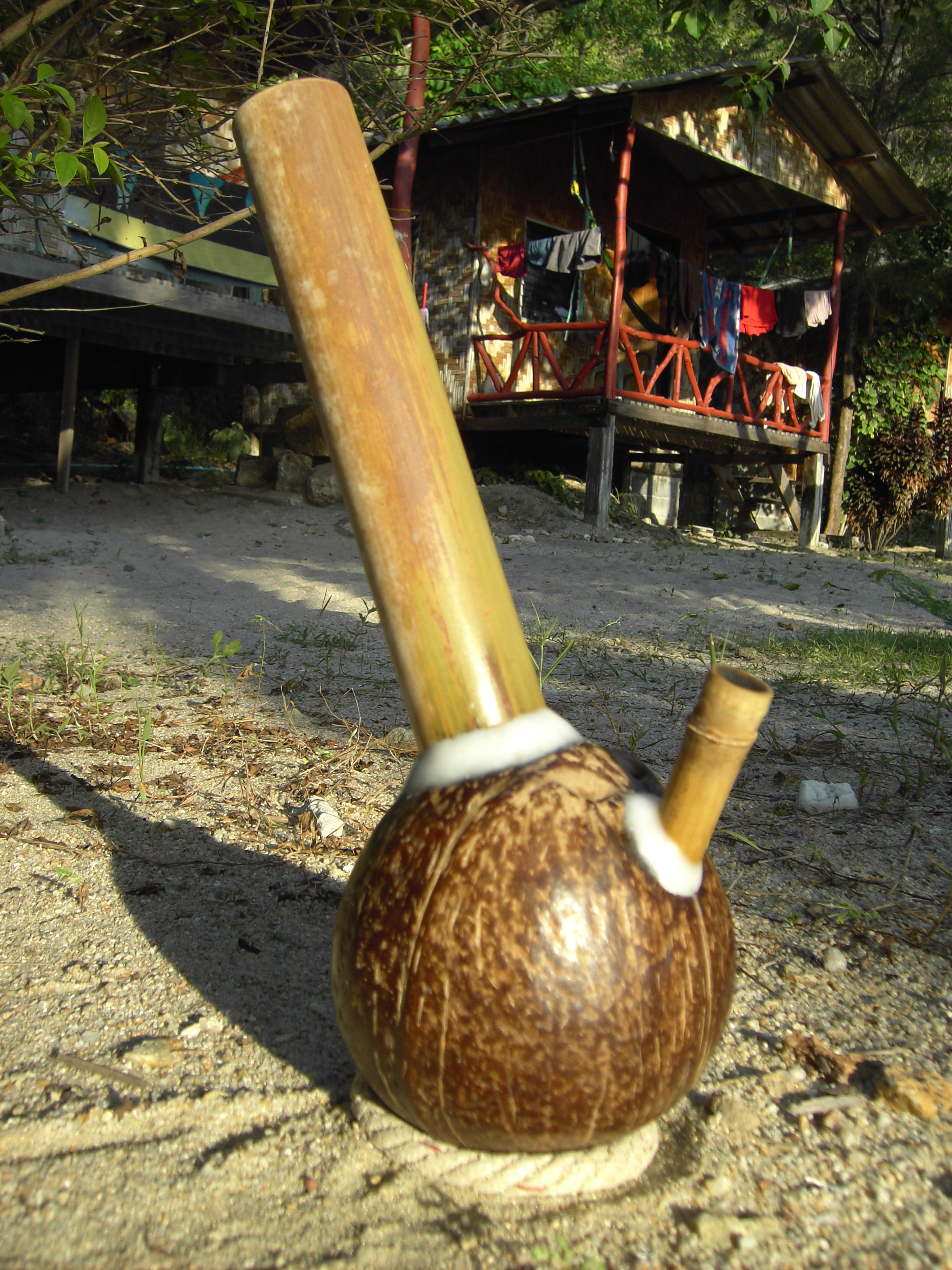
Die ursprüngliche Idee der Band sah ein Foto einer Kokosnuss-Bong wie der abgebildeten als Covermotiv vor.

Das fertige Produkt wurde inklusive aller Masterbänder und Gestaltungsideen an London Records weitergegeben. Das Album wurde dem Label ohne Showeffekt zugeschickt und nicht, so die Legende, als Digital Audio Tape, das in einer Schädel-Bong mit Stahlhelm verpackt war. London Records ließ der Band über ihren Manager mitteilen, dass das Album in der eingereichten Version nicht veröffentlicht und überarbeitet werden sollte. Das Label ließ Jerusalem um etwa zehn Minuten kürzen und von den Toningenieuren David Sorry und Fred Kevorkian und den Assistenten Philo Hayward, Doug Henderson und Adam Muñoz in vier Tonstudios, darunter The Magic Shop in New York City, überarbeiten. Die Band, immer noch um ein Ergebnis in ihrem Sinn bemüht, reiste über Monate hinweg mehrmals nach New York City, um die Arbeit der Ingenieure zu begutachten. Der Wunsch des Labels, mehrere Radio Edits aus dem Stück zu formen, scheiterte. Ein von Pike als „lächerlich“ beschriebenes und auf vermeintliche Radiotauglichkeit heruntergekürztes Stück entstand dabei, wurde jedoch auch vom Label verworfen.

„Wir verbrachten zehn Monate damit, zwischen den Studios in New York hin- und herzurennen, um zuzusehen, wie all diese Major-Label-Typen hereinmarschierten und den Sound des Albums komplett veränderten – es war furchtbar.“

Gemastert wurde das Album von Steve Mar für das Unternehmen Precision Mastering in Los Angeles. Das so überarbeitete, gekürzte und in sechs Titel unterteilte Album ging erneut an das A&R-Management des Labels. London Records verschickte Promo-Kassetten des Albums zusammen mit einer VHS-Kassette, auf der Sleep das Stück Dragonaut live spielte, beschloss dann jedoch, das Album nicht zu veröffentlichen. Promo-CDs befanden sich bereits in Produktion, wurden jedoch vollständig vernichtet. In den Folgejahren wurde das Album durch die Promo-Kassette in Tape-Trading-Kreisen populär. Pike räumte ein, dass sich die Band auch bei einer Veröffentlichung des Albums aufgelöst hätte. Sowohl die Konflikte innerhalb der Gruppe, als auch mit dem Label führten zu diesem Zeitpunkt unweigerlich zur Trennung der Band. Auch über die später realisierten Veröffentlichungen von Jerusalem blieb die Band uneins. Cisneros lehnte eine Veröffentlichung ab, während Pike das Erscheinen begrüßte.

## Allgemeine Albuminformationen
Die von der Band ursprünglich gedachte Form des Albums wurde nie realisiert. Die Veröffentlichungen als Jerusalem entsprachen musikalisch der letzten Variante während der Kooperation mit London Records. Die über Tee Pee Records als Dopesmoker verlegte Variante kam der musikalischen Idee näher. Die 2012 über Southern Lord erschienene Variante veränderte den Klang des Ausgangsmaterials und verlängerte das zentrale Stück erneut. Diese Überarbeitung erweiterte die Grundidee der Band und wurde von dieser ausdrücklich begrüßt. Während Tee Pee Records, wie von der Band gewünscht, das Ausgangsmaterial etwas länger zusammenfassen und zu einem durchgehenden Stück arrangieren ließ, beinhaltete die über Southern Lord veröffentlichte Form ein aktualisierendes Mastering, das den Klang voller erscheinen ließ. Seither wird diese Variante als finale Version des Albums und die Verwirklichung der eigentlichen Idee betrachtet.
Die visuelle Aufbereitung sollte ursprünglich schlicht und auf das Thema des Konsums von Tetrahydrocannabinol ausgerichtet sein. Als Covermotiv sollte eine Nahaufnahme einer Kokosnuss-Bong dienen, die von The Music Cartel und Rise Above Records für die Innenseite des Textbuchs genutzt wurde. Das Album sollte als LP erscheinen und die Tonträger, dem von Matamp gestalteten Verstärker entsprechend, in leuchtend grünem Vinyl gestaltet sein. Insbesondere die gestalterischen Entscheidungen der Label wurden von den Bandmitgliedern nachträglich kritisiert. Künstlerische Entscheidung über die Gestaltung hätten oft falsche Assoziationen und Interpretationen hinsichtlich der Band und ihrer Überzeugungen geweckt. Hakius sprach von vielen Leuten, die unterschiedliche Vorstellungen von dem Album aufgrund seiner Gestaltung hatten und diese auf die Musiker projizierten.

„Einige sind völlig satanisch und böse, andere sind völlig spirituell, und wieder andere sehen aus, als hätten sie zu Hause Klebstoff geschnüffelt. Und genau das passiert, wenn andere Leute entscheiden, wie dein Albumcover aussehen soll.“

Als transzendentales Stück, das zu meditativer Musik zwischen Rauscherzählung und Bibelverweisen changiert, wurde Jerusalem beziehungsweise Dopesmoker häufig als „Stoner Spiritual“ kategorisiert. Cisneros stimmte der Assoziation zu, dass die Musik diesen Effekt habe, und berichtete von entsprechenden Schwierigkeiten, sich in der Überarbeitung auf Details des Stücks zu konzentrieren. Die initiale Idee zielte hingegen nicht auf einen meditativen Effekt. Vielmehr, ergänzten Hakius und Pike, sei der Song in dieser Form aus einem von der Tournee mit Hawkwind beeinflussten Bestreben entstanden, ein Stück zu spielen, dem sie selbst ebenso wie ihre Hörer über einen langen Zeitraum entspannt zuhören können.
Der Text des Albums erzählt dabei die Geschichte einer Karawane Pilger, deren metaphorische Reise durch eine futuristisch umfassende Wüste mit Bildern von Drogenerfahrungen und Bibelverweisen um eine generalisierbare Suche nach Transzendenz kreist.

### Inhalt
Während der von der Band verfasste Text gelegentlich als „satirische Vermengung religiöser Motive und plumper Cannabis-Glorifizierung“ wahrgenommen wird, beschreiben andere, wie der Musikjournalist und Sachbuchautor Dan Franklin, den Inhalt als Vermengung von Religion und Cannabis-Konsum analog zur Ideologie der Rastafari. In einem donnernden Choral besinge Cisneros eine Pilgerreise der als „Weedians“ oder „Lungmen“ benannten Cannabis-Konsumenten auf der Suche nach einem glorreichen Land des Riffs mit Verweisen auf das Alte Testament. Die Geschichte der „Karawane von Gras-Priestern“, die auf ihrer Reise über ein „Sandmeer“ zieht, verpacke banale Beobachtungen des Cannabis-Konsumenten in der barocken Semantik der Band und verleihe der Rauscherfahrung einen sakralen und sublimen Charakter. Textpassagen wie „Earthling inserts to chalice the green cutchie/Groundation soul finds trust upon smoking hose“ (englisch In den Kelch legt der Erdling den grünen Cutchie/Die geerdete Seele findet Vertrauen im rauchenden Schlauch) seien mit Verweisen auf vorchristliche kedaritische Stämme von der Sinai-Halbinsel versehene Varianten davon, Aussagen wie „ein Typ raucht etwas Gras“ zu formulieren. Cutchie ist ein Slangbegriff der Rastafari der vornehmlich für eine Pfeife als Rauchwerkzeug, jedoch gelegentlich auch für die Droge selbst benutzt wird. In der Erläuterung der religiösen Bezugspunkte verwies Cisneros auf die Beschäftigung mit levantinischer Religion und setzte die Bildsprache von Dopesmoker dabei in den Kontext abrahamitischer Religionen. Mit Aspekten wie „Jordan, Zion und Jesus von Nazaret als Prediger sowie als Sohn Gottes“ spielte die Entstehung von Religionen in die Texte des Albums. In seinem Essay über das Album griff Eric Davis die Verquickung von Religion und Konsum auf und verglich die ersten Textzeilen mit einer rituellen Anweisung, die den Zuhörer als Suchenden anspreche und als Geste eines asketischen Hedonismus in ein zeitloses, dunstiges und heiliges Land abdriften ließe. Vorstellungen von einem asketischen Hedonismus beginnen in der Antike durch die Deutung von Epikur, der damit eine lustvolle Tugendhaftigkeit im Sinn hatte, die dem Ziel folgte, „unvernünftige Begierden zu kontrollieren, um so konsekutives Leiden zu minimieren“. Eine Deutung die bis in die theistische und philosophische Gegenwart Widerhall findet und im Konsum der erwähnten Rastafari ebenso wie dem der Sadhu anzuwenden ist. Der bewusste Konsum birgt so den Genuss und zurückgezogene Meditation zugleich.
Drop out of life with bong in hand

Follow the smoke toward the riff filled land.

englisch Steig aus dem Leben mit der Bong in der Hand
 Folge dem Rauch in das Riff-erfüllte Land.

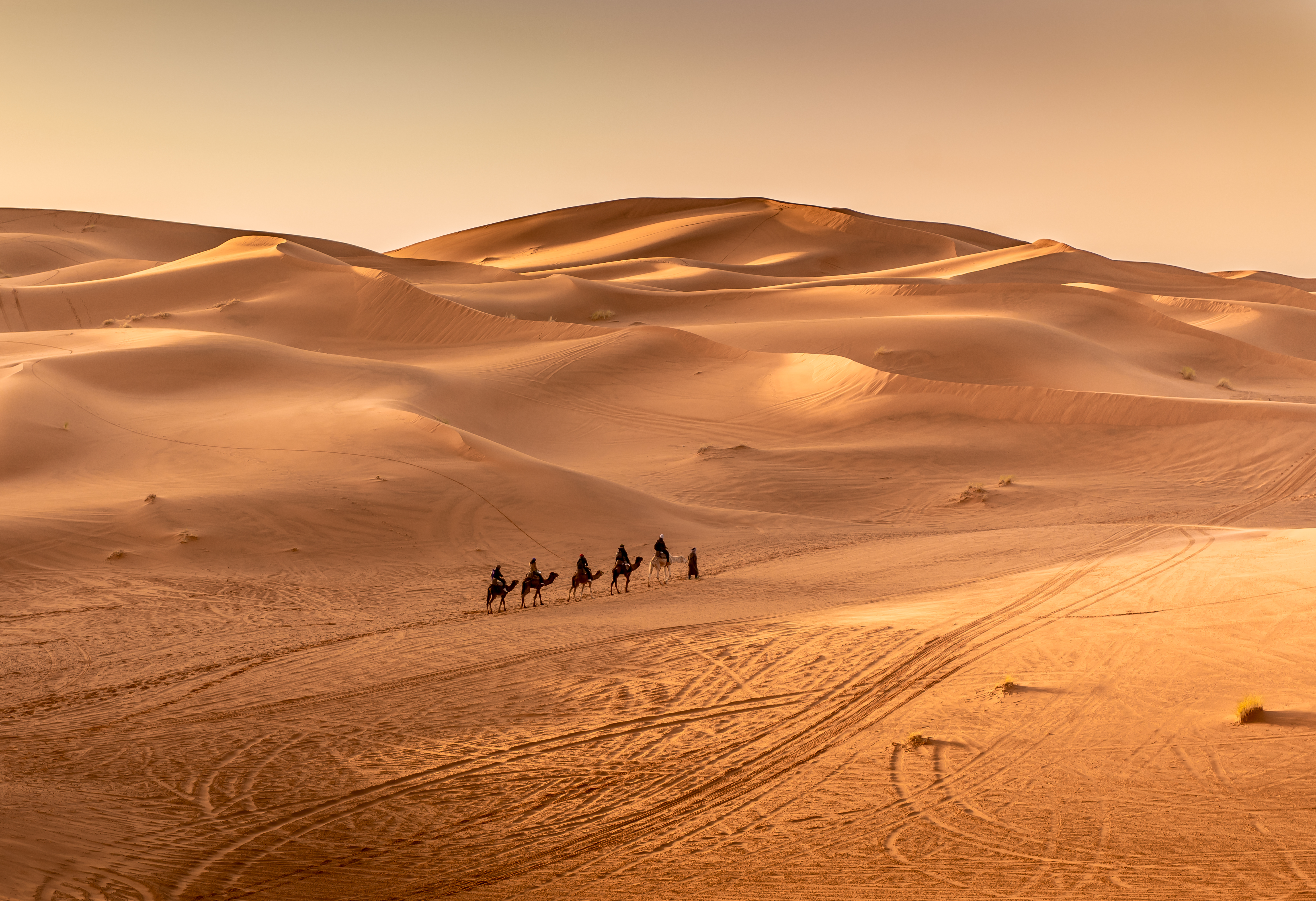
Eine Wüstenkarawane, wie sie der Thematik der Wüstenpilger ähnelt

Dabei gab Cisneros an, dass eben diese Zeilen, als Mantra und Glaubensbekenntnis seines Lebenswandels und seiner persönlichen mentalen Konstitution im Zeitraum der Aufnahme und Entstehung des Albums, gelten könne. Entsprechend hoch benennt die Band den Einfluss des Konsums auf den Liedtext. Der Text wird aus seiner religiösen Beschaffenheit als gegenwärtige Variante einer heiligen Schrift oder eines „religiösen Epos“ wahrgenommen, der das Potential besitzt, eine eigene Religion zu begründen.
Als weiterer Bezugspunkt wird Dune von Frank Herbert assoziiert. Sowohl die enthaltene messianische Heilslehre wie auch die Beschreibung der endlosen Wüstenebene, über die die Pilger ziehen, besäßen markante Ähnlichkeit. Franklin verwies hinzukommend darauf, dass Sleep dem Marihuana eine Bedeutung zusprechen würden, die der fiktiven Droge Spice entsprechen würden. Eine Droge, die in der Erzählung Weltraumreisen ermöglicht, die Lebenskraft steigert und hellseherische Fähigkeiten fördert: „Das Spice ist das Leben. Für Sleep ist Marihuana ihr Spice.“

### Stil
Auf dem Album agiert Sleep mit Elementen des Stoner Doom und Drone Doom. Bei einer Spieldauer von etwa einer Stunde nutzt die Band im Hauptstück vier Gitarrensoli. Bis der Gesang erstmals einsetzt, entwickelt sich das repetitive Stück über acht Minuten hinweg. Die Nähe zu Earth 2, jenem Album, das den Drone Doom prägte, sei frappierend. Mit einer ähnlichen Ausnutzung von Verzerrung, Bordun und Übersteuerung für einen möglichst raumfüllenden dröhnenden Klang und der gleichzeitig deutlichen Fortführung der spielerischen Tradition des Doom Metal wirke das Album wie „Earth 2 ohne eine Unterteilung in Einzeltitel“ oder die frühen „Black Sabbath in Slowmotion“. Der Musikjournalist und Verfasser der Enzyklopädie-Reihe Doom Metal Lexicanum, Aleksey Evdokimov, beschreibt die in einem Metrum von 97 BpM eingespielte Musik als „ultra-heavy und ultra-langsam“. Das Stück wiederhole und variiere ausdauernd den Hauptriff bei minimalistischer Abwechslung und einem hartnäckig langsamen Tempo. In diesem behäbigen Tempo variiert die Taktart „nahtlos zwischen 4/4, 6/8 und 3/4“.
Der Musikwissenschaftler John Deathridge verglich das musikalische Vorgehen mit den ersten 136 brummenden Takten in Es-Dur der Ouvertüre von Wagners Das Rheingold. Die Konzentration auf einen einzelnen Klang in Tonhöhe und Akkord, bei Wagner in Es-Dur, bei Sleep in C-Dur, sei ein provozierendes Spiel mit dem Hörerlebnis. Während Wagner nach 136 Takten in das Rheingold-Motiv übergeht, behält Sleep die Konzentration auf einen Klang über 15 Minuten hinweg bei. Der Effekt des anhaltenden Tons biete die Stabilität einer Basis, die ein brüchiges Gefühl von Sicherheit impliziere. Die Variationen der Texturen und die Modulation der Töne um diese Basis erzeugen ein zunehmendes Gefühl der Unsicherheit. Dadurch beginnt der Zuhörer, sich im schieren Klang zu verlieren.

## Veröffentlichungshistorie
Nachdem London Records die Veröffentlichung verweigerte und Sleep sich 1997 auflösten, gewann Jerusalem erst als Tape-Trading-Produkt an Aufmerksamkeit. Es erschien 1998 als Bootleg-CD und kam in den Jahren 1999 als Jerusalem sowie 2003, 2012 und 2022 als Dopesmoker heraus. Dabei stieg die Popularität des Albums kontinuierlich an.

### AlsJerusalem
Die ersten offiziellen und inoffiziellen Veröffentlichungen des Albums erschienen unter dem Titel Jerusalem. Diese verwerteten das von London Records überarbeitete Ausgangsmaterial und machten das Album erstmals einem breiten Publikum zugänglich. Allerdings kam es hierbei erneut zu Unstimmigkeiten zwischen den Musikern und den verlegenden Unternehmen. Insbesondere fehlende Werbung wurde bemängelt, und weiterhin entsprach das Album nicht den Vorstellungen der mittlerweile aufgelösten Band.

#### Historie
The Music Cartel, ein Unternehmen des ehemaligen Earache-Records-Managers Eric Lemasters, und Rise Above Records, das Label des Cathedral-Sängers Lee Dorrian, erwarben die Verlagsrechte für Jerusalem 1998 für fünf Jahre. The Music Cartel lizenzierte das Album für den amerikanischen, Rise Above Records für den europäischen Markt. Den asiatischen Raum bediente das japanische Label Victor. Die Label gaben das Album in der von London Records gedachten Form heraus, bewarben die Veröffentlichung jedoch nicht und klagten über einen schlechten Absatz.
Während die Band nicht mehr aktiv war, das Album allerdings über Tape-Trading zu Bekanntheit gelangte und sich in der Produktion zur Veröffentlichung über The Music Cartel befand, kam 1998 eine inoffizielle Version des Albums unter dem Labelnamen Dopesmoker Records heraus. Die exakten Zusammenhänge der Entstehung blieben ungeklärt. Mitunter wird die Veröffentlichung der Band selbst zugeschrieben. Hakius gab demgegenüber an, keine Kenntnis von dem Bootleg gehabt zu haben und das Cover abzulehnen. Laut Hakius klagte The Music Cartel als Lizenzinhaber gegen Tee Pee Records aufgrund des 1998 erschienenen Bootlegs, wobei der Musiker offen ließ, ob es einen direkten Zusammenhang mit der Veröffentlichung gab, und die mangelnde Werbung durch The Music Cartel als vertane Chance des Labels kritisierte.
Am 26. Januar 1999 erschienen die ersten offiziellen Versionen des Albums über Rise Above Records und The Music Cartel. Das japanische Label Victor veröffentlichte Jerusalem am 23. August 2000. In der für Southern Lord verfassten Chronik zum Album wurde jedoch darauf verwiesen, dass auch diese Varianten nicht von der Band autorisiert wurden und keine Variante des Albums präsentierten, die der Idee der Band entsprach.

#### Umfang
So erschien Jerusalem offiziell im Januar 1999 als drittes Studioalbum der Band, die sich zu diesem Zeitpunkt längst aufgelöst hatte. Anders als die spätere Dopesmoker benannte Fassung, die dem Ansinnen der Band am ehesten entspricht, blieb Jerusalem mit einer Spieldauer von 52:08 Minuten in sechs separate Stücke unterteilt. Auch die Bootleg-Variante aus dem Jahr 1998 entspricht inhaltlich dieser von London Records überarbeiteten Fassung. Die Einzelstücke wurden im CD-Text ohne Änderung am Titel Jerusalem von eins bis sechs durchnummeriert. Das Begleitheft und der CD-Aufdruck geben dabei nur ein Stück an.

#### Gestaltung
Die von Arik Roper gestaltete Schallplattenhülle des Bootlegs zeigt eine Wüstenschlucht, je eine Hälfte der zu den Seiten aufragenden Anhöhen auf Vorder- und Rückseite, im Comicstil mit ausgeprägten Konturlinien. Die Rückseite der CD-Hülle zeigt eine Variation der Rückseite des Begleitheftes, bei der ein Kruzifix mit Hanf-Blatt-Applikationen hinzugenommen wurde. Hakius lehnte das Cover ausdrücklich ab. Die offizielle Studio-Variante von The Music Cartel und Rise Above Records zeigt eine monochrome Illustration einer vor einer Feuerschale gesenkt knienden Person im Ornat. Das zentrale gelegte Bild besitzt einen zugehörigen Rahmen, der sich von einem grün changierenden Hintergrund absetzt.

### AlsDopesmoker
Ab dem Jahr 2003 wurde das Album wie das Stück umbenannt. Unter dem Titel Dopesmoker wurden erweiterte und häufig wiederveröffentlichte Varianten herausgegeben. Insbesondere die durch Southern Lord herausgegebene Fassung wurde populär und gilt als ultimative Variante des Albums.

#### Historie
Tee Pee Records übernahm nach fünf Jahren die Rechte des Albums von Rise Above Records und The Music Cartel. Das Label ließ die Masterbänder überarbeiten und legte eine neu gestaltete und von Mark Keaton gemasterte Version des Albums auf. Dabei war die Fassung nicht allen Musikern der zu diesem Zeitpunkt inaktiven Band bekannt.
Im Jahr 2011 liefen die Rechte von Tee Pee Records aus. Al Cisneros kontaktiere Southern Lord mit dem Vorschlag, eine verbesserte Version des Albums zu veröffentlichen. Die Rechte an der Platte, ebenso wie das Ausgangsmaterial, waren erneut an die Band zurückgefallen. Southern Lord zeigte sich begeistert. Die Version wurde mit neuem Artwork von Arik Roper versehen und einem Remastering des From-Ashes-Rise-Gitarristen, Brad Boatright, unterzogen. Seine Arbeit wurde von der Band begeistert aufgenommen. Das Booklet wurde um neu verfasste Liner Notes der Band ergänzt.
Insbesondere die Auflagen, die auf die erste Veröffentlichung über Southern Lord Records im Jahr 2012 zurückzuführen sind, nehmen die höchste Popularität in der Wahrnehmung des Albums ein. Anders als die frühen Jerusalem benannten Varianten näherte sich Tee Pee Records mit Dopesmoker der Idee der Band an, während die Veröffentlichung von Southern Lord als Entsprechung, aber auch Erweiterung der Uridee gilt. Brad Boatright überarbeitete dazu die Originalaufnahme. Sein Mastering sollte diese verbessern, ohne sie drastisch zu verändern. Die Spieldauer der Alben variiert insbesondere über die hinzugenommenen Live-Aufnahmen beziehungsweise das weitere Bonusmaterial der Veröffentlichung.

#### Umfang
Tee Pee Records veröffentlichte Dopesmoker am 22. April 2003. Das Album erschien für die Veröffentlichung überarbeitet und mit verändertem Umfang, der im April 1992 in Berkeley eingespielten Liveaufnahme des Stücks Sonic Titan als Bonusstück und variierter Gestaltung. Das Kernstück, das auf Jerusalem noch das gesamte Album darstellte, wurde als Dopesmoker geführt und nahm auf der Veröffentlichung von Tee Pee Records 63:31 Minuten von insgesamt 73:07 Minuten ein. Mit dem Erscheinen von Dopesmoker wurde auf die Unterteilung des Stücks verzichtet. Alle folgenden CD-Veröffentlichungen bleiben ohne solche Unterteilungen. Tee Pee Records gab das Album als LP und CD heraus.
Eine mittlerweile als ikonisch geltende Fassung erschien am 7. Mai 2012 über Southern Lord Records, mit erneuter Überarbeitung und verändertem Umfang und dem Bonusstück Holy Mountain, das im Mai 1994 in San Francisco eingespielt wurde, sowie variierter Gestaltung. In der gleichzeitig herausgegebenen LP-Version dieser Veröffentlichung war auch das Stück Sonic Titan in der Variante der Tee-Pee-Records-Veröffentlichung enthalten. Southern Lord veröffentlichten somit eine CD-Version, in der das Stück Dopesmoker 63:34 Minuten bei einer Gesamtspieldauer von entweder 75:09 als CD oder 84:42 Minuten als LP umfasste. Während die Band die Veröffentlichung über Tee Pee Records als Annäherung an die eigenen Vorstellungen sah, gilt jene über Southern Lord als die definitive Variante des Albums, die zwar nicht das von Beginn an angedachte Ideal darstellt, aber dennoch die Perfektion des Albums bietet. Southern Lord gab Dopesmoker als Download, LP, CD und MC heraus.

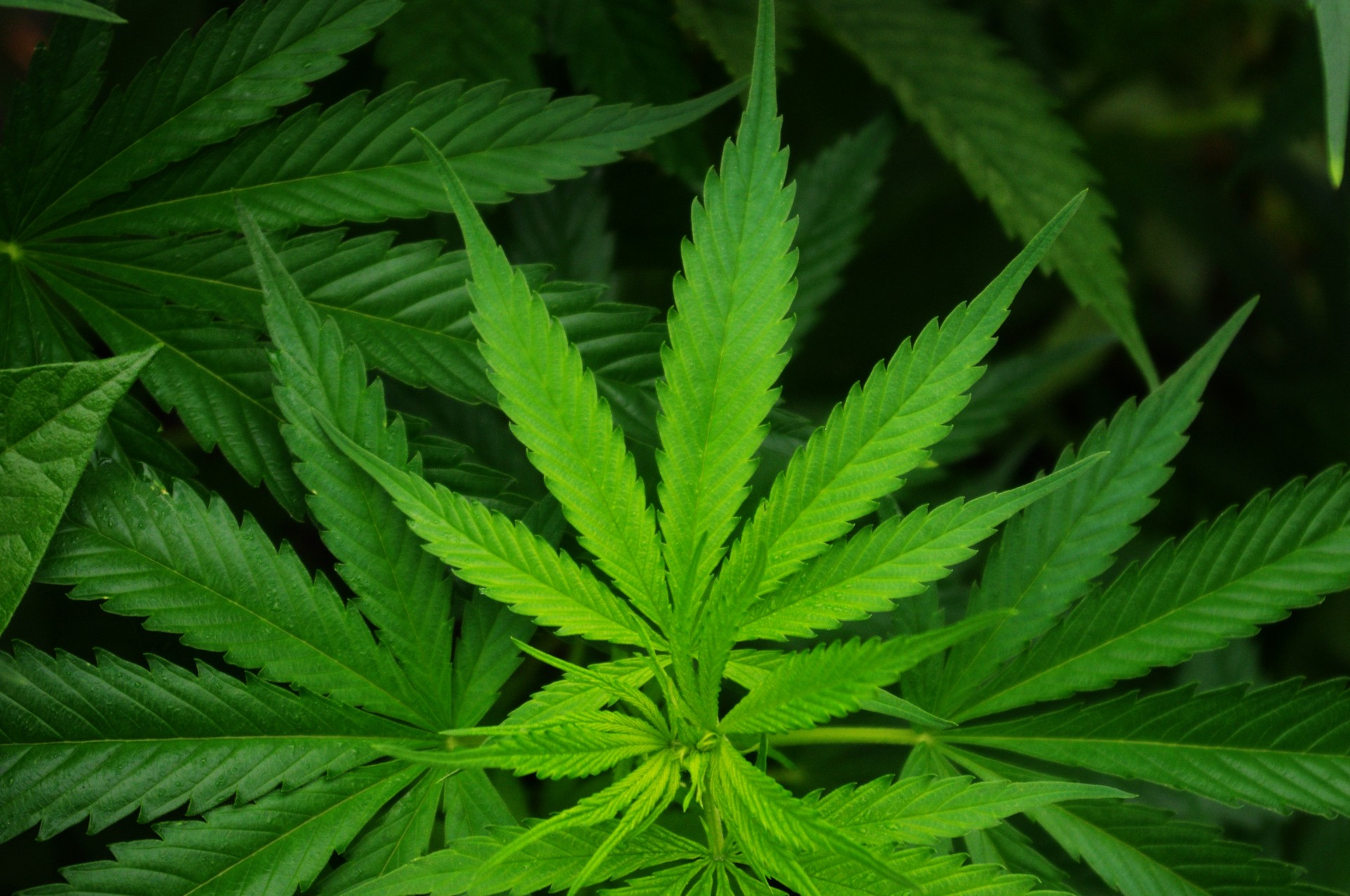
Blätter der Hanfpflanze sind in das Vinyl der Pressung von Third Man Records eingearbeitet.

Beide Fassungen wurden mehrfach wiederaufgelegt. Eine weitere erweiterte Vinyl-Version, die anstelle der bisherigen Zusatzstücke alternative Aufnahmen der Aufnahmesession und weitere Livemitschnitte als Zusatzmaterial enthielt, erschien am 26. August 2022 über Third Man Records. Die Version existiert ausschließlich als Vinylvariante mit einer Spieldauer von 123:25 Minuten. Das zentrale Stück nimmt darauf eine Spieldauer von 63:57 Minuten ein. Diese Spieldauer ist durch die obligatorische Unterteilung über den Wechsel der LP-Seiten auf drei Teile verteilt. Neben diversen alternativen Aufnahmen aus der Aufnahmesession zu Dopesmoker enthält das Album Livemitschnitte der Stücke Dopesmoker aus dem Jahr 1994 und Hot Lava Man aus dem Jahr 1992. Die Version erschien in zwei Varianten, einer regulären schwarzen Vinyl-Version und einer in transparentem, grünen Vinyl mit eingearbeiteten Hanf-Blättern. Aufgrund der eingearbeiteten weiblichen Cannabis-Pflanze wurde die Version ausschließlich bei Third Man Records zum direkten Verkauf und nicht über Versandhändler oder Plattenläden angeboten.
Hinzukommend wurde das Album in der durch Southern Lord herausgegebenen Fassung mit zwei Live-Stücken durch Daymare Records 2012 und Hellas Records 2016 für den asiatischen Markt lizenziert.

#### Gestaltung
Beide Varianten von Dopesmoker nutzen Gemälde von Arik Roper als Coverbild. Tee Pee Records nutzte ein Bild, das eine Figur mit Klauenfuß, Schlangenzunge und Vampirzähnen auf einem Pferd mit vier Köpfen und flammender Mähne zeigt. Die Figur hält einen Krummsäbel in der rechten sowie eine dreiköpfige Schlange in der linken Hand. Das Motiv nimmt das Bild beinahe vollständig ein. Die Gestalt und das Pferd werden in Bewegung dargestellt und sind mit deutlichen Konturlinien versehen. Das Motiv hebt sich farblich dabei kaum vom Hintergrund ab. Resonanz auf das Bild blieb aus.
Das für die Veröffentlichung über Southern Lord entworfene Bild entstand, nachdem Cisneros Roper um ein neues Motiv, das der überarbeiteten Fassung des Albums entsprach, bat. Das entstandene Bild einer futuristischen Karawane hat sich nach der Veröffentlichung zu einem ikonischen und häufig zitierten Motiv im Genre entwickelt.

„Der New Yorker Grafikdesigner gibt den vielfach besungenen ‚Weedians‘ ein Gesicht und schickt sie auf eine Odysee durch ebenjene staubtrockene Wüstenlandschaft, die SLEEP sieben Jahre zuvor lautmalerisch konstruierten.“

Inspiriert von Herberts Erzählung festigte Roper mit dem Bild die assoziierte Verknüpfung von Dopesmoker und Dune. Die ‚Weedians‘, auf die der Text verwies, wurden als Gruppe, die markante Ähnlichkeit mit den Fremen der Erzählung aufweist, die über den Sand eines unbenannten Planeten zieht, dargestellt. Die Analogie zu den Fremen ist in der Landschaft und den Anzügen begründet. Fremen tragen in der Erzählung Destillieranzüge, die ihren Wasserverlust in der Wüste reduzieren und aus den Körperflüssigkeiten trinkbares Wasser wiederaufbereiten. Roper entwarf für Dopesmoker ‚Weedians‘, die sich in schwere Roben kleiden, und die mit Masken und Schläuchen, dazu bestimmt, den ausgeatmeten Rauch zu recyceln, um für immer berauscht bleiben zu können, ausgestattet sind.

## Nachhall

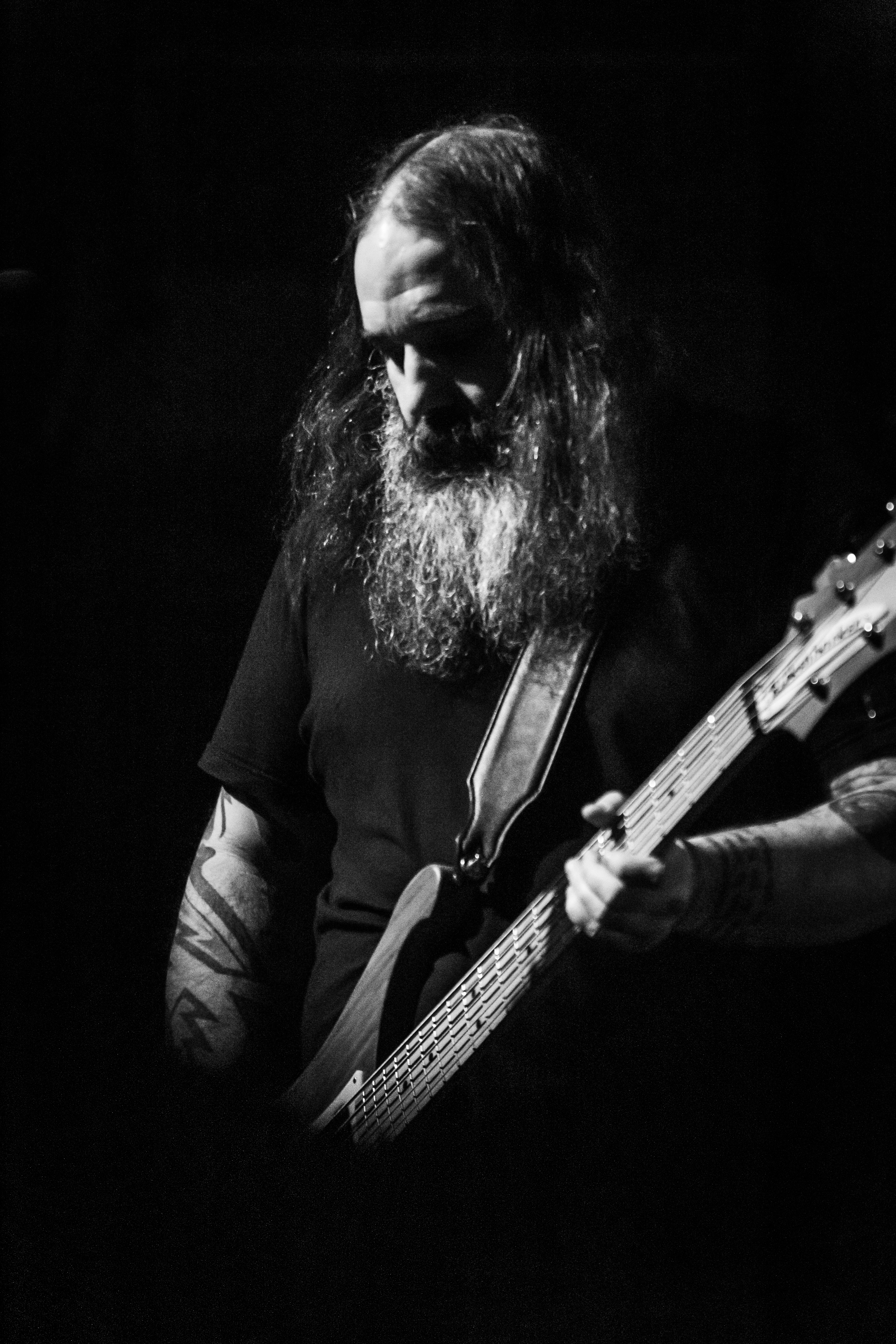
Al Cisneros im Jahr 2019 mit der 2009 neugegründeten Band Sleep auf der Bühne des Roadburn Festival.

Nachdem die Gruppe sich während der Postproduktion des Albums aufgelöst hatte, schlugen die Musiker unterschiedliche Wege ein. Hakius und Cisneros verabschiedeten sich zeitweise vom Musikgeschäft und wandten sich bis zur Gründung ihrer Band OM im Jahr 2004 Berufsleben und Schulbildung zu. Pikes gründete im Anschluss an die Auflösung von Sleep die Band High on Fire. Im Jahr 2009 trat die Gruppe beim britischen Festival All Tomorrow’s Parties erstmals seit ihrer Auflösung auf. Ihren Auftritt ergänzte die Gruppe um das Stück Antarcticans Thawed, das dem Entstehungszeitraum des Albums Dopesmoker entstammte. Das als Allegorie auf den Klimawandel und den menschlichen Raubbau an der Natur beurteilte Antarcticans Thawed wurde zum Vorboten des am 20. April 2018 veröffentlichten vierten Studioalbums The Scientist. An den Aufnahmen zu diesem Anschlusswerk war Hakius nicht mehr beteiligt. Er verließ Sleep nach den ersten Auftritten nach Neubegründung der Band.
Das Album wuchs in der Zwischenzeit zum kanonisierten Klassiker des Stoner Doom, Doom Metal und Metal insgesamt, dessen Geschichte seinen Kultstatus mit begründete. Auch über die Musik hinaus wirkte Dopesmoker. So nutzte Jim Jarmusch nicht nur Teile des Stücks für seinen 2005 erschienenen Film Broken Flowers, sondern benannte die Musik, zusammen mit Sunn O))) und Earth, als Inspiration für den 2009 veröffentlichten Film The Limits of Control.
Retrospektiv zog Franklin so eine weitere Analogie zwischen Dune und Dopesmoker und verwies auf die gescheiterte Verfilmung durch Alejandro Jodorowsky. Die Parallelen des Scheiterns und der darüber gegebenen Anerkennung seien faszinierend. Allerdings wurde Dopesmoker realisiert und in unterschiedlichen Varianten erfahrbar, während Jodorowskys Adaptation nur als exklusives Storyboard-Buch existiert und in Form der Dokumentation Jodorowsky’s Dune zu erahnen ist.